# Peer to peer
Peer to peer (eng: isti s istim ili svaki sa svakim) u računarstvu podrazumijeva:
- koncept umrežavanja računala bez poslužitelja, gdje je svako računalo inteligentna radna stanica koja pronalazi druga računala putem broadcast ethernet paketa i komunicira s njima izravno, bez potrebe autorizacije na nekom centralnom poslužitelju. Primjer takve mreže su Microsoftove radne grupe (Workgroups), za razliku od domene (Domain) gdje se korisnici moraju prijaviti na centralni poslužitelj domene,

- koncept dijeljenja datoteka između većeg broja računala, za razliku od mrežnog poslužitelja datoteka (file servera) koji koristi protokol za dijeljenje datoteka (NFS, SMB/CIFS i sl.).

Peer to peer programi su postali popularni pojavom Napstera i masovnim uvođenjem širokopojasnog interneta. Koncept je ispirirao nove strukture i filozofske pristupe u mnogim područjima ljudske interakcije. Peer-to-peer mreže nisu ograničene na tehnologiju; također pokrivaju i društvene procese koji imaju peer-to-peer tip odnosa. U tom smislu, društveni peer-to-peer procesi trenutno rastu na popularnosti.

## Peer to peer protokoli
Mediji koji se dijele putem Interneta moraju biti indeksirani, tj. korisnici moraju imati neki način za naći ono što ih zanima. Postoje centralizirani poslužitelji koji čuvaju baze datoteka koje se nalaze kod korisnika, a koje je moguće pretraživati, ili pak postoje poslužitelji koji indeksiraju i čuvaju podatke o datotekama do kojih je moguće doći putem tracker poslužitelja. 
Neki od najpopularnijih protokola (ili mreža) su:
- BitTorrent (s uslugama poput Azureusa ili BitTornada)
- Direct Connect (DC++)
- Gnutella (BearShare, Grokster, LimeWire, MLDonkey, Shareaza)
- Kad (aMule, eMule, MLDonkey)